# Борух Миневич
Борух Миневич (англ. Borrah Minevitch; 5 ноября 1902 года, дер. Боровино, Минская губерния, Российская империя — 26 июня 1955 года, Париж, Франция) — американский джазовый музыкант, исполнитель на губной гармонике, актёр и основатель группы «The Harmonica Rascals».

## Биография
Борух Миневич родился 5 ноября 1902 года, в деревне Боровино недалеко от Минска, Российская Империя. Эмигрировав в США в 1913 году, Миневич обучался игре на фортепиано и скрипке, но губная гармоника была его любимым инструментом. К тому времени, когда ему исполнилось 20 лет, он уже выступал в качестве солиста в водевилях и в концертных программах.
В 1925 году ему пришла в голову идея нанять дюжину молодых ребят в возрасте от 15 до 20 лет, научить их основам гармоники и начать концертировать. Хотя группа исполнила только одну песню — единственную песню, которую они репетировали — при первом появлении целой гармонической группы, использующей весь диапазон от огромного баса до крошечной альт-гармоники, произвела потрясающее впечатление. В течение года Minevitch и его Harmonica Rascals были одним из самых востребованных коллективов водевильных сцен.
С появлением звукового кино, продюсеры отчаянно нуждались в материалах, и в период с 1932 по 1942 год «The Harmonica Rascals» появилась в более чем двух десятках эпизодов, а также в ряде художественных фильмов со звёздами разной величины того времени. У Миневича была настоящая способность создавать информационные поводы для упоминания о своей группе в прессе, и в какой-то момент он зашел так далеко, что устроил собственное похищение корсиканскими пиратами.
Среди выпускников, которые учились в «The Harmonica Rascals», были одно из самых популярных исполнителей на гармошке эры «Space Age Pop»: Лео Даймонд и его брат Абэ более десяти лет проработали в группе, оставив её в 1940 году чтобы создать свое собственное трио. Джонни Пулео, карлик, с которым разыгрывались комедийные номера во время живых выступлений, также покинул группу, чтобы работать сольным артистом, но Миневич быстро вернул его обратно, указав не мелкий шрифт в контракте Пулео. Также благодаря ему мир познакомился с Джерри Мурад и Аль Фиоре, которые сформировали успешные ансамбли губных гармоник. Ричард Хейман был ещё одним выпускником, сыгравшим с Миневичем и аранжировавшим для него музыку в середине 1940-х годов.
В 1947 году Миневич оставил концертную деятельность и переехал во Францию. Живя в Европе, он провёл оставшуюся часть своей карьеры в качестве исполнителя мюзик-холла, актёра комедийного фильма, импресарио, финансиста фильма и кинопроката.
26 июня 1955 года он внезапно умер от сердечного приступа, когда ехал в автомобиле рядом со своей супругой Лидией, с которой они были женаты всего лишь три недели. Его прах погребён в колумбарии кладбища Пер-Лашез. Спустя некоторое время Лидия безуспешно попыталась возродить «The Harmonica Rascals».

## Фильмография
| Год  | Название                                |
| ---- | --------------------------------------- |
| 1923 | Бостонская звезда: Борра Миневич        |
| 1934 | Ленивые кости                           |
| 1935 | The Harmonica Rascals                   |
| 1936 | Один на миллион                         |
| 1937 | Любовь под огнём                        |
| 1941 | Бродяга, Бродяга, Бродяга               |
| 1942 | Борра Миневич и его Гармоническая школа |
| 1942 | Всегда в моём сердце                    |
| 1943 | Лучший человек                          |
| 1949 | Путешествие по Фете                     |
| 1953 | Праздник месье Юло                      |